# Икрамов, Адхам Ильхамович
Адхам Ильхамович Икрамов (род. 20 декабря 1968, Ташкент, УзССР, СССР) — узбекский государственный деятель, Министр по делам молодёжной политики и спорта Республики Узбекистан (с 30 декабря 2022 года), Министр развития спорта Республики Узбекистан (в 2022 году), Председатель Торгово-промышленной палаты (2017-2022), Министр здравоохранения Республики Узбекистан (2009-2012, 2016-2017), Заместитель премьер-министра Республики Узбекистан (2012-2016). Заслуженный работник здравоохранения Узбекистана (2024).

## Биография
Адхам Икрамов родился 20 декабря 1968 года в городе Ташкент, в семье геолога. В 1985-1992 годах учился в Военно-медицинской академии имени С. М. Кирова (г. Ленинград) и Первом Ташкентском Государственном медицинском институте, который закончил дипломом с отличием.
Специальность – Хирургия, Радиология

## Карьера
Свою трудовую деятельность Адхам Икрамов начал в должности хирурга в Республиканском специализированном центре хирургии имени Академика В. Вахидова с 1994 года, впоследствии возглавив отдел лучевой диагностики данного учреждения, где проходит трудовой путь от врача и заведующего отделением до заместителя директора центра.
В 2007 году А. Икрамова приглашают в Министерство здравоохранения, где он занял должность первого заместителя министра. 
С 25 апреля 2009 года, согласно Указу Президента Ислама Каримова А. Икрамов возглавил Минздрав.
7 августа 2012 года А. Икрамов становится заместителем Премьер-министра, а также начинает курировать Комплекс по вопросам здравоохранения, образования и науки, и социальной защиты населения.
С вступлением в должность Президента Узбекистана, 14 декабря 2016 года Шавкат Мирзиёев назначил А. Икрамова заместителем Премьер-министра — министром здравоохранения, а также руководителем вновь созданного Комплекса по вопросам здравоохранения, экологии и охраны окружающей среды, физической культуры и спорта. 20 июня 2017 года назначен Председателем Торгово-промышленной палаты РУз.
А. Икрамов также является главой Федерации фехтования Узбекистана (с 19 сентября 2016 года)
В качестве министра здравоохранения Адхам Икрамов тесно взаимодействовал с международными организациями, такими как ПРООН (Программа развития Организации Объединенных Наций), Всемирный банк, Азиатский банк развития, офисы и фонды ООН (ВОЗ, ЮНИСЕФ, ЮНФПА, ЮНЭЙДС) и другими международными правительственными и неправительственными организациями в рамках открытого диалога для координации деятельности в рамках приоритетных программ правительства Республики Узбекистан.
Адхам Икрамов был членом Исполнительного комитета ВОЗ от Республики Узбекистан в период с 2011 по 2012 год.
В качестве Главы делегации представлял Республику Узбекистан на Олимпийских играх в Бразилии в 2016 году, был председателем Федерации фехтования Узбекистана.
В 2012 – 2016 гг. участвовал в качестве главы делегации Республики Узбекистан на сессиях ЮНЕСКО.
Указом Президента в 2011 году был награжден орденом «Фидокорона Хизматлари Учун» (большой вклад в экономическое и культурное развитие страны)
Указом Президента в 2018 году награжден орденом «Трудовой славы» (выдающиеся трудовые заслуги, способствующие подъему экономики и культуры, росту благосостояния народа, сохранению мира и стабильности в Узбекистане)
18 февраля 2022 года назначен Министром развития спорта Республики Узбекистан.
20 декабря 2022 года Президент Узбекистана Шавкат Мирзиёев объявил о сокращении количества министерств и ведомств в стране с 61 до 28. 28 декабря 2022 года Министерство развития спорта преобразовано в министерство по делам молодёжной политики спорта, путём присоединения Агентства по делам молодежи и Министерство спорта. 30 декабря Икрамов был назначен на должность министра.
Женат, имеет троих детей.